# Gossypariella phyllanthi
Gossypariella phyllanthi är en insektsart som först beskrevs av Ferris 1957.  Gossypariella phyllanthi ingår i släktet Gossypariella och familjen filtsköldlöss. Inga underarter finns listade i Catalogue of Life.